# Antonio Vidal Calzada
Antonio Vidal Calzada (San Felíu de Guixols, 8 de diciembre de 1806 – Marsella, 4 de marzo de 1868) fue un comerciante, naviero y filántropo español del siglo XIX. Nacido en San Felíu de Guixols (Gerona), vivió exiliado en Marsella (Francia), desde cuyo puerto restableció la ruta marítima comercial entre el puerto marsellés y las Indias. Fue, además, uno de los mayores benefactores de la villa de San Felíu de Guixols.
Fue distinguido por Napoleón III como Gran Oficial de la Legión de Honor de Francia.

## Biografía
Antonio Vidal Calzada provenía de una familia de tradición comerciante marítima, pues era hijo del comerciante de importación y exportación de mercancías Antonio Vidal Aligós, y nieto de patrones de barco tanto por rama paterna (Sebastián Vidal) como materna (Antonio Calzada). Nacido en San Felíu de Guixols en 1806, en su juventud se vio forzado a exiliarse en la ciudad portuaria francesa de Marsella.
Desde el punto de vista económico, la inestabilidad provocada por la Guerra de la Independencia (1808-1814) y el Trienio liberal (1821-1824)  supuso un fuerte agravio para la actividad comercial del puerto de San Felíu, hecho que empujó a la familia Vidal, como a tantos otros comerciantes fronterizos y propietarios de embarcaciones, a trasladar su actividad comercial al puerto de Marsella, por entonces, el mayor puerto del Mediterraneo. En el caso de los Vidal se añadía, además, una razón de exilio político. Tanto Antonio Vidal padre como Antonio Vidal hijo tuvieron que cumplir el orden de destierro que se impuso a los liberales constitucionalistas y afrancesados que, al igual que ellos, debieron refugiarse en Francia, en lo que se conoce como el Tercer exilio liberal (1823-1830).
Una vez finalizada la[primera Guerra Carlina (guerra de los siete años, 1833-1839), una parte de la familia regresó a San Felíu de Guixols. Antonio Vidal Calzada se quedó de forma permanente en Marsella desde donde dirigió todas sus actividades comerciales, financieras y bursátiles. De su enlace matrimonial con Martina Nadal García, nació su único hijo, Numa.

## Comerciante, armador y financiero
Con el capital familiar, Antonio Vidal Calzada y los hermanos que permanecieron en Marsella, José María y Sebastián, crearon la sociedad naviera «Vidal Frères», que llegó a contar con una extensa flota de veleros y de barcos mixtos de vapor y vela, como el bergantín llamado «Málaga», el bricbarca de gran tonelaje «Antonio» que se construyó en los astilleros de San Felíu de Guixols, o la corbeta «Pablo Sensat» que navegaba dando la vuelta al mundo. La flota de Vidal Frères exportaba productos com trigo, aceite, vino y tejidos, e importaba café, cacao, tabaco o azúcar, recorriendo la ruta de las Américas y la ruta de la Seda Marítima. Según las autoridades marsellesas, se le reconocía especialmente el haber restablecido el comercio entre el puerto de Marsella y las Indias, un comercio que había quedado interrumpido desde 1789).
Además de tratar asuntos comerciales y navieros, Antonio Vidal Calzada se dedicó también a la actividad bursátil especulativa y a la actividad inversora, aportando grandes sumas de capital, tal como lo certifica la adquisición de acciones que realizó de la Compañía del Canal de Suez para impulsar la construcción del Canal de Suez, de la cual su amigo Ferdinand de Lesseps era concesionario.

## Personalidad de la alta sociedad francesa
El alto rendimiento económico que obtuvo del conjunto de actividades empresariales y financieras permitió a Antonio Vidal Calzada acumular una fortuna de 3.200.000 francos y numerosas posesiones (mansiones, coches y personal de servicio), lo que explica que fuera una personalidad habitual de la alta sociedad francesa y fuera apodado por Napoleón III como «el catalán rico de Marsella». La condición de español exiliado en Francia, además, facilitó su amistad con la esposa de Napoleón III, la también española, emperatriz Eugenia de Montijo. De hecho, fue la emperatriz quien intercedió para que Antonio Vidal Calzada alojase en su chateau del sur de Francia, a la reina Isabel II de España en 1868, durante sus primeros meses de exilio y antes de que la monarca residiese de forma permanente en el Palacio de Castilla de París.
En 1852 Antonio Vidal Calzada fue distinguido por Napoleón III como Gran Oficial de la Legión de Honor de Francia.

## Filántropo
En la villa de San Felíu de Guixols Antonio Vidal Calzada es conocido por su vertiente filántropa. Sus convicciones morales y religiosas lo llevaron a realizar numerosas acciones altruistas tanto en vida como de manera póstuma.
En vida ofreció soporte económico (en forma de dinero, donaciones de viviendas o barcas de pesca) a las familias guixolenses que acostumbraban a dirigirse a él por carta demandando su ayuda. También apoyó económicamente a un gran número de españoles exiliados en Francia con independencia de la ideología política de éstos.
Entre las donaciones en vida que hizo a San Felíu de Guixols, constan la financiación de la conducción de aguas de la villa, la ampliación del hospital y la construcción del Alsina, el primer teatro de San Felíu.
En cuanto a las donaciones póstumas, en su testamento, firmado el 4 de marzo de 1867 en el Consulado de España en Marsella, Antonio Vidal Calzada fijó legar, cada 8 de marzo, aniversario de su muerte, una renta anual de 15.000 francos para la villa de Sant Feliu de Guíxols, suma que debía ser repartida entre 8.000 francos anuales a distribuir entre las familias más pobres  y 7.000 francos anuales para el pago de maestros con tal de que, sobre todo los niños más pobres de la villa, pudieran acceder a la educación. Con dicha cantidad se construyó el Colegio Vidal de San Felíu de Guixols. En el momento de su muerte también se hizo efectiva la donación de 300.000 francos a la ciudad de Marsella, así como grandes cantidades de dinero a los familiares, amigos próximos y personal de servicio doméstico.
El 13 de agosto de 1889, el Ayuntamiento de San Felíu de Guixols decidió reconocer su figura, dedicándole el nombre de una de las calles principales y más transitados de la villa, la calle de los Árboles, que en adelante llevaría el nombre de Rambla de Antonio Vidal.
Desde 1868 y hasta 1971, la villa de San Felíu de Guixols se benefició de las aportaciones anuales legadas por Antonio Vidal Calzada.

## Polémica
En 2017, el Pleno Municipal de San Felíu de Guixols retiró el nombre de Antonio Vidal de la Rambla, a raíz de las acusaciones de un historiador según el cual, la compañía Vidal Frères había traficado con personas durante el período colonial francés, concretamente entre 1830 y 1840. El posterior decreto de abolición de la esclavitud llegó a Francia el 27 de abril de 1848.